# Hashikurasan-Seilbahn

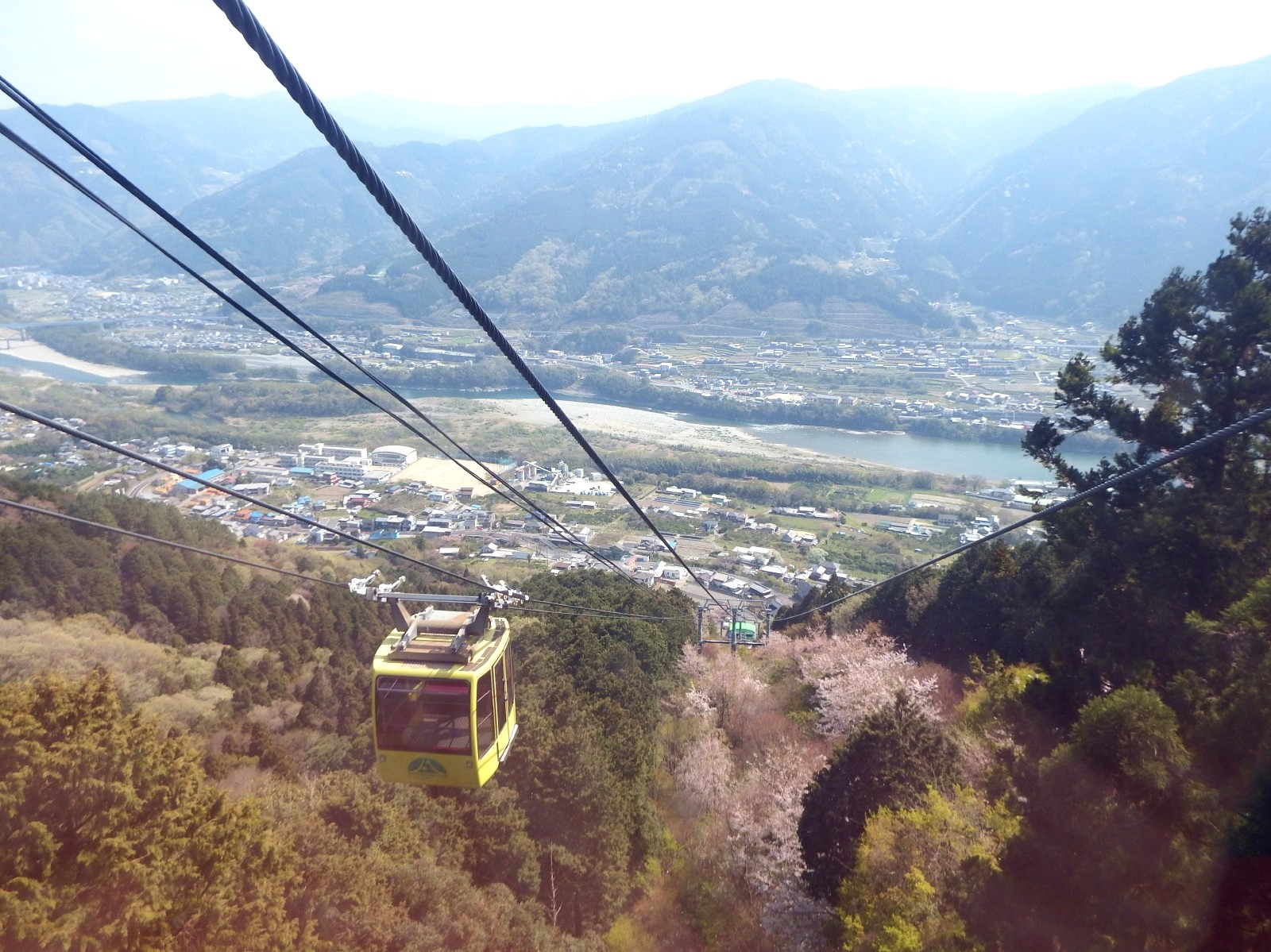
Hashikurasan-Seilbahn

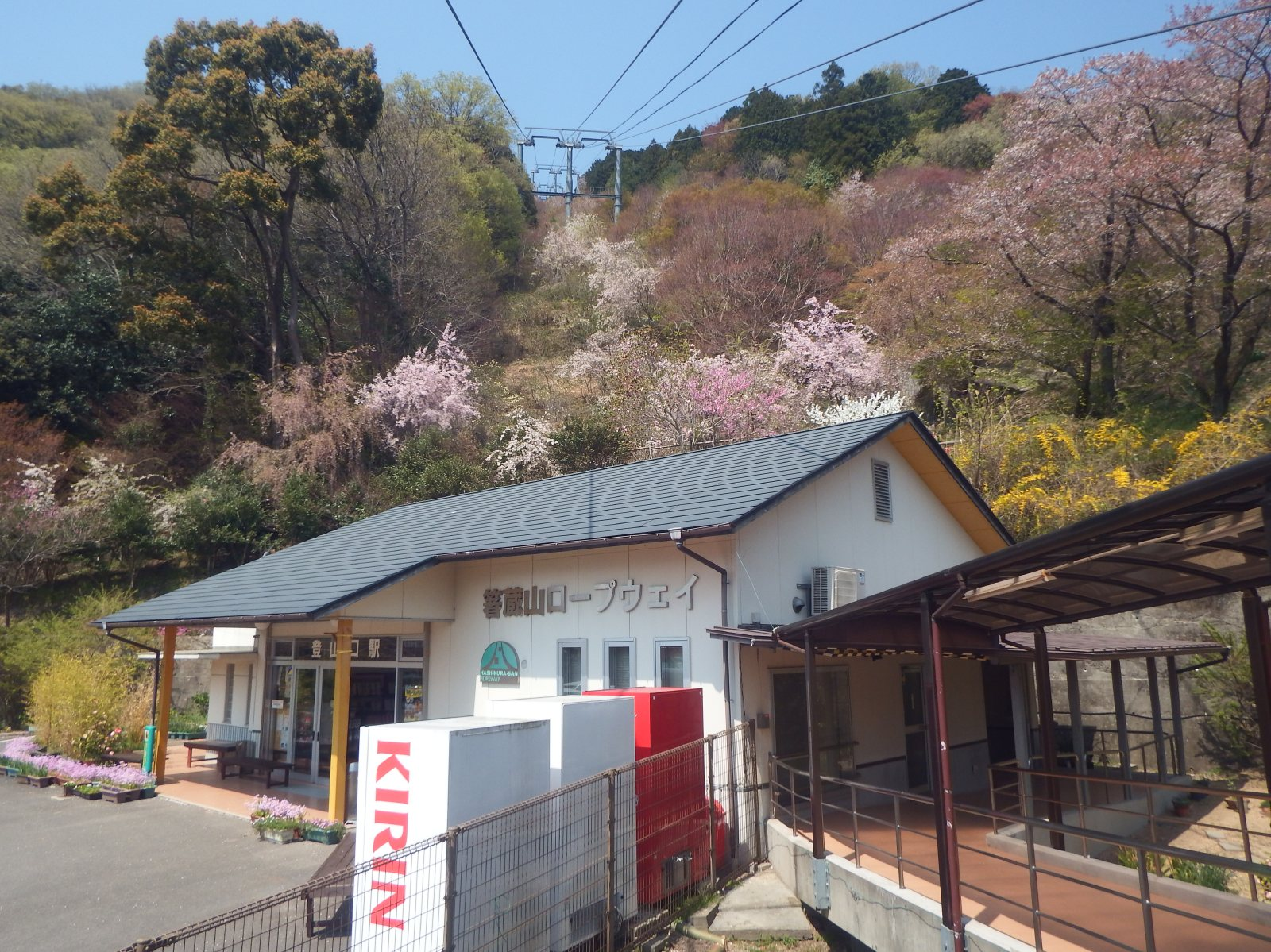
Talstation

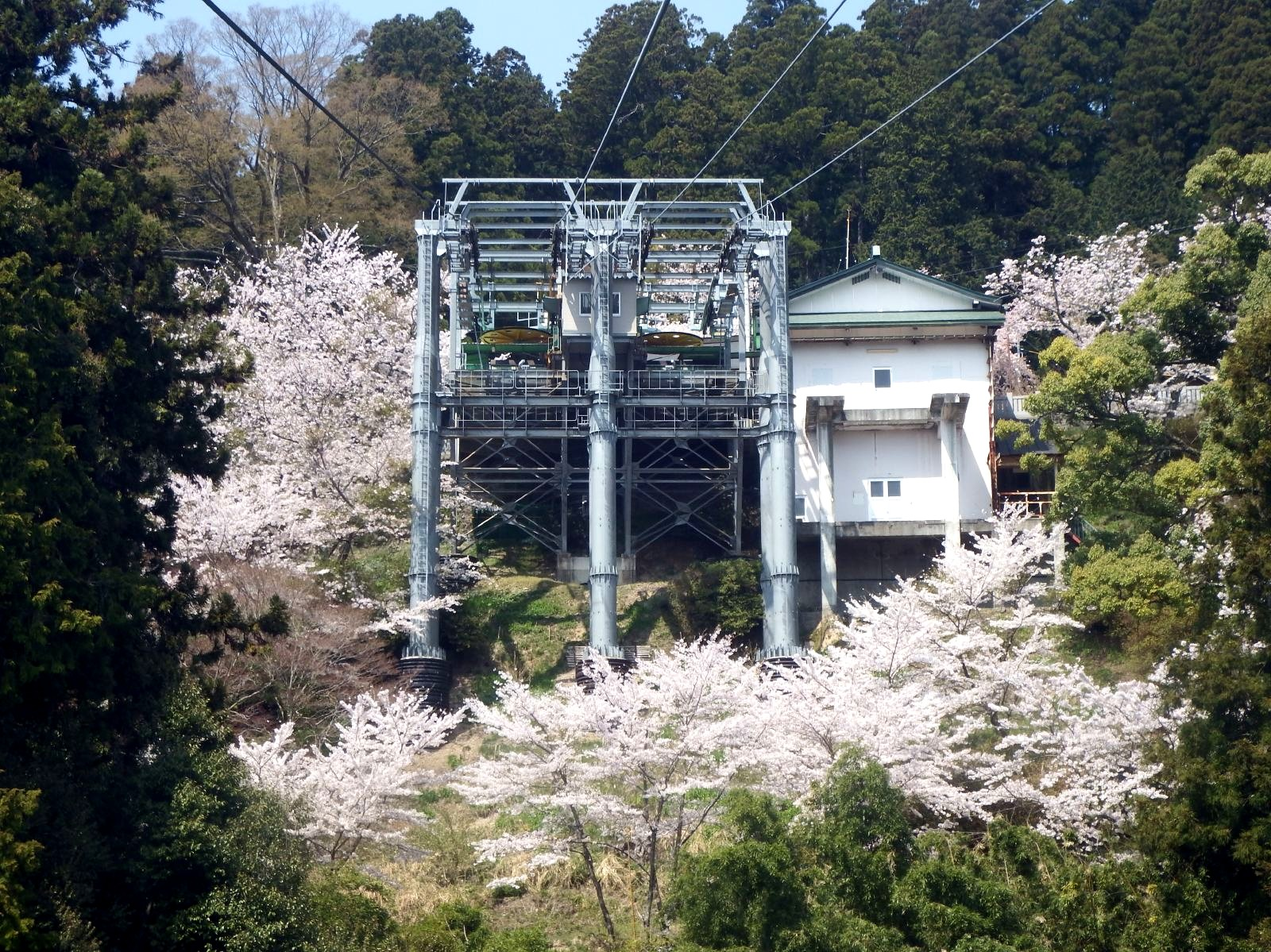
Bergstation

Die Hashikurasan-Seilbahn (jap. 箸蔵山ロープウェイ, Hashikurasan Rōpuwei, engl. Hashikurasan Ropeway) ist eine Luftseilbahn auf der japanischen Insel Shikoku. In der Präfektur Tokushima verbindet sie den zur Stadt Miyoshi gehörenden Ort Ikeda mit dem Berg Hashikura. Betrieben wird sie vom Unternehmen Hashikurasan Rōpuwei Kabushiki-gaisha, einer Tochtergesellschaft von Shikoku Cable.

## Beschreibung
Hauptzweck der Luftseilbahn ist ein schneller und bequemer Zugang zum Hashikura-dera, einem bedeutenden buddhistischen Tempel nahe dem Gipfel des Bergs Hashikura. Die Talstation Tozan-guchi (登山口) befindet sich am nördlichen Ortsrand von Ikeda, etwa fünf Gehminuten vom Bahnhof Hashikura der Dosan-Linie entfernt. Vom Bahnhof Awa-Ikeda aus ist sie mit einer 15-minütigen Busfahrt erreichbar. Die Bergstation Chōjō (頂上) steht in der Südwestecke der weitläufigen Tempelanlage.
Bei der Seilbahn handelt es sich um eine Funitel nach dem System „Double Loop Monocable“ (DLC). Gefertigt wurde sie vom Schweizer Hersteller CWA, einem Unternehmen der Doppelmayr/Garaventa-Gruppe. Bei einer Seillänge von 948 m überwindet sie einen Höhenunterschied von 342 m. Die zwei Kabinen fassen je 32 Personen und bewegen sich mit einer Geschwindigkeit von 5 m/s (18 km/h) fort. Eine Fahrt dauert ungefähr vier Minuten. In den Monaten April bis November ist sie von 08:00 Uhr bis 16:45 in Betrieb, im Winter von 09:00 Uhr bis 16:45 Uhr. Üblicherweise verkehrt sie alle 15 Minuten.

## Geschichte
Um den Zugang zum Tempel Hashikura-dera zu erleichtern, entstand die Hashikura Tozan Tetsudō (箸蔵登山鉄道). Die Eröffnung dieser Standseilbahn erfolgte am 18. Juni 1930, doch bereits am 11. Februar 1944 musste der Betrieb eingestellt werden. Das Verkehrsministerium hatte die Bahn angesichts des ungünstigen Verlaufs des Zweiten Weltkriegs als „nicht dringlich“ eingestuft. Sie wurde abgebaut und das dabei anfallende Material der Kriegswirtschaft zur Verfügung gestellt.
Eine Vorgängergesellschaft von Shikoku Cable eröffnete 1971 an der Stelle, wo einst die Standseilbahn stand, eine Sesselbahn. Ebenso nahm sie eine Luftseilbahn in Betrieb, welche die Bergstation der Sesselbahn mit dem Tempel verband. Ab 1977 verlief neben der Sesselbahn eine weitere Luftseilbahn. 1999 wurden beide Luftseilbahnen komplett erneuert und durch Asiens erste Funitel ersetzt, wodurch das Umsteigen entfiel.

## Belege
1. ↑  Hashikura-ji (Besucherinformationen). (PDF, 704 kB) Hashikurasan Ropeway, 2018, abgerufen am 28. Dezember 2018 (englisch).
2. ↑  Unternehmensprofil. Hashikurasan Ropeway, 2018, abgerufen am 28. Dezember 2018 (japanisch).
3. ↑  Fahrplan und Tarife. Hashikurasan Ropeway, 2018, abgerufen am 28. Dezember 2018 (japanisch).
4. ↑  土讃線・箸蔵駅と箸蔵登山鉄道. fc2blog, abgerufen am 28. Dezember 2018 (japanisch).

Koordinaten: 34° 2′ 41″ N, 133° 50′ 31″ O